# Orthosia hibisci
Orthosia hibisci là một loài bướm đêm trong họ Noctuidae.